# Bake Off Chile
Bake Off Chile, el gran pastelero es un programa de televisión gastronómico chileno que busca al mejor pastelero/a amateur del país. El formato está basado en Bake Off espacio de televisión británico de cocina con el mismo título y emitido por BBC desde 2010. El programa es transmitido por Chilevisión y es presentado por Carolina de Moras, acompañada de los chefs Yann Yvin, Gustavo Sáez y Milena Vallejos.

## Formato
El programa se emite en un formato semanal, donde en cada programa un participante es eliminado. Consiste en dos pruebas semanales, un desafío técnico y un desafío creativo. En semifinal y la final se agrega un tercer desafío. En cada uno de ellos los participantes son evaluados por el jurado y, en función de los resultados obtenidos, deciden quién es el pastelero estrella de la semana y quién debe abandonar la competencia:
- Desafío técnico: En este desafío se evalúa la técnica de los participantes, brindándoles una receta específica que deben reproducir con la mayor exactitud posible. En este caso, el jurado prueba las preparaciones sin saber quién las elaboró y clasifica a los participantes.
- Desafío creativo: El jurado le da a los participantes una consigna general sobre qué tipo de preparación deben elaborar.
- Último desafío: en este último desafío visto desde la semifinal, los concursantes deben preparar los últimos platos y de ellos los jueces determinan al eliminado.

## Producción

### Casting y montaje

Las Vizcachas, Puente Alto en donde se filma el programa.

Las postulaciones en línea para concursar en Bake Off Chile, comenzaron en mayo de 2018 y al casting presencial asistieron más de 2 mil postulantes, de los cuales, solo 19 pasteleros amateur fueron seleccionados para participar del programa. Por otra parte, el equipo de producción que trabaja en el montaje del programa es el mismo que estuvo encargado del programa chileno; MasterChef Chile.

### Grabación y lanzamiento
El programa es grabado en una gran carpa, alejada de los estudios de grabaciones de Chilevisión, en Las Vizcachas, Puente Alto. Esto, porque la licencia del concurso exige que sea en un lugar alejado de la ciudad y del ruido. Además, su anuncio en televisión por primera vez ocurrió a finales de junio y su estreno oficial fue anunciado por la conductora y jueces del programa el 28 de julio del mismo año.

### Jueces
- Yann Yvin:[8] Chef francés radicado en Chile. Anteriormente, fue juez en MasterChef Chile.
- Gustavo Sáez:[9] Pastelero profesional, fue reconocido como mejor Pastry Chef en el ranking The World’s 50 Best Restaurants 2016.
- Milena Vallejos: Chef instructora de pastelería de Instituto Profesional Culinary.

## Participantes
| Participantes                          | Edad | Profesión                         | Resultado                   | Situación anterior |
| -------------------------------------- | ---- | --------------------------------- | --------------------------- | ------------------ |
| Allison Ramsay Vitacura                | 33   | Secretaria                        | Ganadora                    |                    |
| Alfonso Bernal Pudahuel                | 28   | Modelo                            | Subcampeón                  |                    |
| Marisol Pierola Pedro Aguirre Cerda    | 48   | Vendedora ambulante               | Tercer lugar                | 5ª Eliminada       |
| Valeria López Las Condes               | 24   | Arquitecta                        | Finalista                   |                    |
| Hermann Villalobos La Cisterna         | 29   | Guardia de seguridad              | 10º eliminado               |                    |
| Isidora Moll Vitacura                  | 18   | Estudiante                        | 9° eliminada                |                    |
| Miguel Ángel Ríos Conchali             | 56   | Exboxeador                        | 8° eliminado                |                    |
| Felipe Díaz Santiago Centro            | 30   | Profesor                          | 7° Eliminado                | 2° Eliminado       |
| Nathaly Migliorelli Las Condes         | 29   | Dueña de casa                     | 6ª Eliminada                |                    |
| René Rivera San Vicente de Tagua Tagua | 30   | Desempleado Mister Gay Chile 2018 | 4° Eliminado                |                    |
| Ingrid Retamal Maipú                   | 21   | Estudiante                        | 3ª Eliminada                |                    |
| María Eugenia Chang Maipú              | 64   | Dueña de casa                     | 1ª Eliminada                |                    |
| Pamela Valencia Quirihue               | 23   | Nutricionista                     | Eliminados en Primera ronda |                    |
| Jesús Castillo Los Andes               | 23   | Entrenador personal               | Eliminados en Primera ronda |                    |
| Danae de la Jara Los Andes             | 27   | Bailarina                         | Eliminados en Primera ronda |                    |
| José Flores Talcahuano                 | 22   | Técnico de construcción           | Eliminados en Primera ronda |                    |
| Baudilia Muñoz Nuñoa                   | 37   | Dueña de casa                     | Eliminados en Primera ronda |                    |
| Débora Olivares Puente Alto            | 26   | Dueña de casa                     | Eliminados en Primera ronda |                    |